# Joanna Dark
Joanna Dark, właśc. Joanna Jagła (ur. 1965 w Toruniu) – polska piosenkarka i aktorka.

## Życiorys
Ukończyła studia na Wydziale Pedagogiki Uniwersytetu Warszawskiego. W czasie studiów zdobyła Grand Prix Festiwalu Piosenki Miłosnej w Poznaniu oraz nagrodę Miss Obiektywu Debiutów Opolskich. Na festiwalu akademickim FAMA wystąpiła z recitalem songów Brechta – Mein lieber Brecht, dzięki czemu otrzymała stypendium za „intrygującą osobowość artystyczną”. Wystąpiła w 500 spektaklach w brodwayowskim składzie musicalu Metro. Po nowojorskiej premierze „New York Newsday” pisał o „pięknej, wysokiej blondynce śpiewającej słodko i zmysłowo jak barytonowy saksofon”.
Po powrocie z Ameryki opuściła Metro i związała się na krótko z modą. Współpracowała z największymi ówczesnymi projektantami – Grażyną Hasse, Barbarą Hoff, Marią Urbaniak i Jerzym Antkowiakiem, u którego podczas pokazów śpiewała piosenki Marleny Dietrich.
Pierwszą płytę – „Nie bój się latania” – nagrała dla firmy PolyGram w 1995 r. Przeboje z niej to Senna jak lawina i Moja religia. Zaśpiewała piosenkę czołówkę Krąg życia do polskiej wersji językowej słynnego Króla lwa. Zagrała u boku Daniela Olbrychskiego w filmie Jacka Bromskiego To ja, złodziej, a jej piosenka „Senna jak lawina” znalazła się na krążku CD do filmu.
Nagrała piosenkę „Windą do nieba” w oryginalnej aranżacji Igora Czerniawskiego. Wystąpiła w serialu Magdaleny Łazarkiewicz Marzenia do spełnienia, gdzie zaśpiewała swoją wersję przeboju Przytul mnie przy akompaniamencie Bogdana Hołowni.
W 2001 wyprodukowała recital z piosenkami o miłości pt. Przytul mnie. Grała go z kwartetem jazzowym w Teatrze Nowym u Adama Hanuszkiewicza. W 2002 wzięła udział w przedstawieniu muzycznym Ostatni bal – listy do Agnieszki Osieckiej Hanny Bakuły.
Na płycie Wydawnictwa Twój Styl Agnieszka nagrała: Ja nie chcę spać, Na całych jeziorach ty, Bossa nova do poduszki i Ludzkie gadanie (w duecie z Wojtkiem Dmochowskim). W 2005 roku wyszła jej druga płyta „Dark Night” wydana przez Magic Records z zaskakującymi wersjami wielkich polskich przebojów – „Windą do nieba”, „Przytul mnie”, „Dmuchawce, latawce, wiatr”. W 2005 ukazała się książka i płyta „Bajki gwiazd” gdzie zamieszczona jest między innymi bajka Joanny pt. „Leon z zamku”. Koncertowała też z piosenkami poetyckimi z Bogdanem Hołownią przy fortepianie.
W maju 2009 ukazała się płyta Bar Nostalgia wydana przez Magic Records Universal Poland. Na płycie znajdują się światowe przeboje – standardy, evergreeny muzyki rozrywkowej – „Stormy weather”, „Besame mucho”, „Don’t explain”, „God bless the child”. Wsparcie muzyczne zagwarantowała elita polskich muzyków – Bogdan Hołownia, Paweł Pańta, Cezary Konrad, Marcin Kajper, Jacek Królik, Klaudiusz Baran, Michał Jurkiewicz, Robert Murakowski, Janusz Yanina Iwański.
W 2011 wystąpiła w epizodzie w serialu „Przepis na życie”.
W grudniu 2013 wraz z wieloma artystami wzięła udział w nagraniu charytatywnym piosenki dla chorej koleżanki z musicalu Metro pt. „Magia Świąt – projekt Realicja”. W listopadzie 2013 zaśpiewała piosenkę „Dziobak król” do krążka „Bez chłopaków dla dzieciaków”.
W 2014 skończyła podyplomowy wydział Kształcenia Głosu i Mowy w Szkole Wyższej Psychologii Społecznej (SWPS) w Warszawie.
W roku 2015 założyła firmę Wonder Voice. Prowadzi w niej trening głosu i ekspresji interpersonalnej. Zaprasza na  lekcje indywidualne z otwierania głosu z elementami wystąpień publicznych i szkolenia grupowe.
W lipcu 2016 roku zaśpiewała koncert z piosenkami Agnieszki Osieckiej. Zaproszenie do niego przez Agatę Passent było inspiracją do powstania płyty „Krajewski na dziś”, która ukazała się 12 października 2017 roku.

## Życie prywatne
Od 2001 roku jest żoną Marka Dutkiewicza – autora tekstów piosenek. Mają syna Ksawerego.

## Dyskografia

### Albumy
| Rok  | Tytuł                           |
| ---- | ------------------------------- |
| 1995 | Nie bój się latania             |
| 2005 | Dark Night                      |
| 2009 | Bar Nostalgia                   |
| 2017 | Krajewski na dziś               |
| 2021 | Osiecka / Przybora – Ale Jazz ! |

https://jazzpress.pl/jazznews/joanna-dark-osieckaprzybora-ale-jazz
https://www.empik.com/osiecka-przybora-ale-jazz-dark-joanna,p1281962960,muzyka-p

### Składanki
| Rok  | Tytuł                                              | Opis |
| ---- | -------------------------------------------------- | --- |
| 1994 | Król lew – Oryginalna muzyka filmowa wersja polska | „Król lew” – film animowany ze studia Disneya. Kompozytor dostał za tę partyturę Oscara. W polskiej wersji językowej tytułową piosenkę wykonuje Joanna Dark. Muzyka: Hans Zimmer i Elton John Teksty piosenek: Tim Rice Tekst polski: Filip Łobodziński                                                                                               |
| 1994 | Musical Metro                                      | |
| 1998 | Agnieszka – Piosenki Agnieszki Osieckiej           | Inicjatywa Wydawnictwa Twój Styl, płyta z coverami piosenek Agnieszki Osieckiej. Wykonawcy to trzon musicalu Metro: Katarzyna Groniec, Joanna Dark, Robert Janowski, Wojciech Dmochowski. Joanna zaśpiewała tu cztery piosenki: „Ja nie chcę spać”, „Na całych jeziorach Ty”, „Bossa nova do poduszki” i duet z Wojtkiem Dmochowskim „Nocne gadanie”. |
| 2000 | To ja złodziej                                     | Składanka zawiera prócz utworów stricte ilustracyjnych skomponowanych specjalnie dla Jacka Bromskiego przez kompozytora Henri Seroki, utwory bluesowo-rockowe takich zespołów jak Dżem, Oddział Zamknięty. Na płycie znalazła się również piosenka Joanny Dark „Senna jak Lawina”.                                                                    |
| 2005 | M -jak miłość                                      | Różni artyści polskiej sceny muzycznej. Kompilacja zawierającą piosenki rekomendowane przez aktorów telewizyjnych serialu M jak miłość. Na składance znalazł się utwór Joanny „Nigdy nie wiadomo” z płyty „Dark Night”. |
| 2005 | Bajki Gwiazd                                       | Z okazji Dnia Dziecka została wydana książka Bajki Gwiazd. W ślad za nią powstała płyta, kierowana do dzieci. Na albumie znalazło się dziewięć bajek, napisanych przez słynne mamy dla swoich dzieci. Interpretacje słowne każdej z autorek zostały uzupełnione o podkłady muzyczne. Patronat nad płytą objął miesięcznik „Twoje Dziecko”.            |
| 2009 | The very best of smoth jazz po polsku              | Kontynuacja popularnej serii składanek smooth jazzowych, tym razem po polsku. Joanna śpiewa swoją wersję „Przytul mnie” z płyty „Dark Night”. |
| 2011 | 4-płytowy album zespołu 2 Plus 1                   | 4-płytowy album zespołu 2+1 połączony z książką z anegdotami i tekstami piosenek. Jedna z płyt to covery – nowe interpretacje piosenek zespołu. Wśród wielu artystów Joanna śpiewa dwie z nich – „Winda do nieba” i „California Mon Amour”. |

### Filmografia
| Rok  | Tytuł                  | Opis                          |
| ---- | ---------------------- | ----------------------------- |
| 1994 | Metro                  | DVD                           |
| 1999 | Marzenia do spełnienia | serial Magdaleny Łazarkiewicz |
| 2000 | To ja złodziej         | film Jacka Bromskiego         |
| 2011 | Przepis na życie       | serial                        |